# 의령 향약사창계 절목
의령 향약사창계 절목(宜寧 鄕約社倉稧 節目)은 대한민국 경상남도 의령군에 있는, 조선 순조 8년(1808)에 의령 현감 박종구가 사회교화에 뜻을 두고 율곡의 서원향약을 바탕으로 향약실행 방침을 제정한 향약규약이다.
1991년 12월 23일 경상남도의 유형문화재 제285호 향약사창계절목으로 지정되었다가, 2018년 12월 20일 현재의 명칭으로 변경되었다.

## 개요
조선 순조 8년(1808)에 의령 현감 박종구가 사회교화에 뜻을 두고 율곡의 서원향약을 바탕으로 향약실행 방침을 제정한 향약규약이다.
규약에 의하면 현감은 고을의 도계장(都계長)이 되고 임원을 설정하여 크고 작은 고을 101개 고을에 향약 사창계를 설치, 나이가 많은 연장자를 계장(계長)으로 삼았다. 부계장은 지식이 있고 부지런한 사람을 뽑아 체계를 세우고 동계(洞계)에서 거둔 미곡 219석을 대, 중, 소의 고을별 가구 수를 감안하여 나누어주고 4년 후에 년 3∼4할의 높은 이자율을 받아 자체운영 자본을 조성토록 하였다. 향약 4대 강령인 덕업상권, 과실상규, 예속상교, 환난상휼의 권선징악을 향례합편에 의하여 동계에서 거행하고 향사(고을의 활쏘기대회) 등 무예를 단련하여 체력향상을 도모하였다. 특히 관아에 곡식을 보조하는 장치와 관리지침이 상세하게 작성되어 있으며, 오랫동안 작성해 온 1분급(分給) 및 수봉기록(收棒記錄) 문서가 있다.
이 향약은 현(縣)의 선정으로서 촌락, 가구, 인구, 재정, 민생 등의 당시의 시대상황과 향약실천의 과정을 연구할 수 있는 중요한 사료로 평가된다.

## 참고 자료
- 향약사창계절목 - 국가유산청 국가유산포털